# مورگوک
مورگوک (به لاتین: Murguk) یک منطقهٔ مسکونی در روسیه است که در داغستان واقع شده‌است.